# Lepidonotus torresiensis
Lepidonotus torresiensis är en ringmaskart som beskrevs av William Aitcheson Haswell 1883. Lepidonotus torresiensis ingår i släktet Lepidonotus och familjen Polynoidae. Inga underarter finns listade i Catalogue of Life.